# Maximilian Bircher-Benner
Maximilian Oskar Bircher-Benner (Aarau, 1867. augusztus 22. – Zürich, 1939. január 24.) orvos, táplálkozási reformer, természetgyógyász. Ő fejlesztette ki a nevéről elnevezett Bircher-müzlit. A teljes értékű táplálkozás egyik úttörőjének tartják. Miközben korának tudománya az életfontosságú anyagokról mit sem tudott és a kalóriatan mellett foglalt állást, vagyis a fehérjéket, zsírokat és szénhidrátokat tartotta a táplálék legfontosabb alkotórészeinek, Bircher-Benner felismerte a denaturálás és az ipari feldolgozás értékcsökkentő hatását és a nyers táplálékok fontosságát.
Tisztelői, betegei közé olyan ismert emberek tartoztak, mint Rainer Maria Rilke, Hermann Hesse, Thomas Mann, Golda Meir, továbbá Mahátma Gandhi, akivel levelezett.

## Életútja

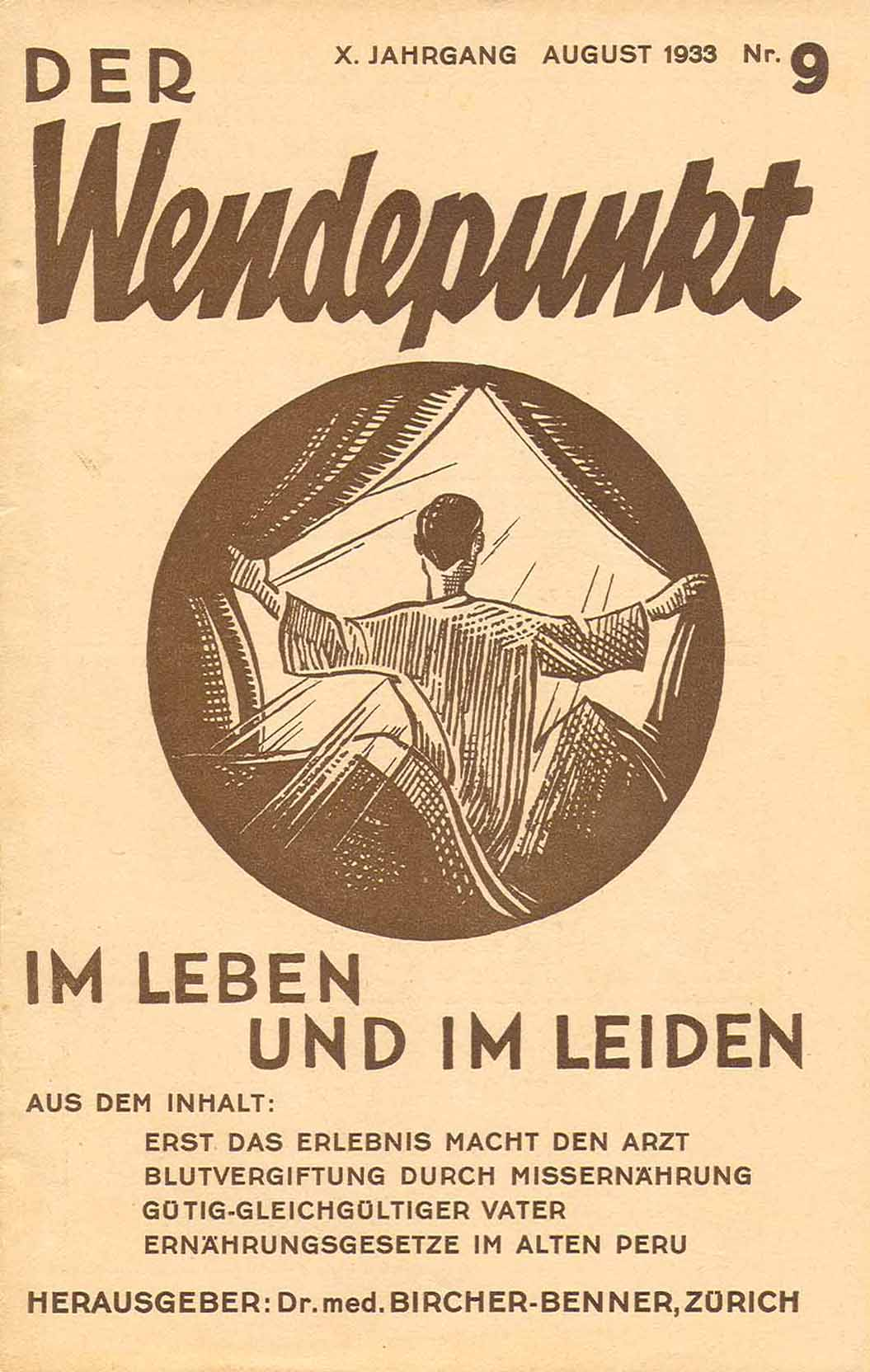
A Wendepunkt (Fordulópont) című havilap címlapja 1933-ból

1867-ben született Svájcban, jómódú családban. 1891-ben doktorált és kezdett el általános orvosként dolgozni Zürichben. Az 1890-es években nősült: felesége Elizabeth Benner. Egy fiuk és egy lányuk született.
Már orvosként utazott Berlinbe, ahol vízkúrát tanult Sebastian Kneipptől. Heinrich Lahmann klinikáját is felkereste Drezda mellett, akitől dietetikát tanult, majd Bécsben Wilhelm Wintemitz előadásait hallgatta a hidroterápiáról. Ezután 1897-ben egy kis magánklinikát kezdett el működtetni, amelyet Életerőnek (Lebendige Kraft) nevezett el. Klinikája csak hét ágyas volt, de Zürich kedvező helyén ahhoz, hogy az emberek figyelmét felkeltse.
Figyelme a vegetarianizmusról a nyers ételek fogyasztása felé fordult, de a húsevést teljesen csak jóval később, 1927-ben adta fel. 1903-ban kiadta első könyvét, a táplálkozás alapjaival kapcsolatban.
1904-ben szanatóriumot nyitott Zürich mellett, szintén Életerő néven (Sanatorium Lebendige Kraft). Itt is természetes gyógymódokkal gyógyított, a táplálkozással, napfénnyel, légkúrával, hidroterápiával, tornával. Az idő legnagyobb részét szabadtéri mozgással, munkával és sétával töltötték a páciensek.
Terápiájával nagy sikereket ért el a gyógyításban. Gyógymódja a betegek számára a nyers diétából állt, míg az egészségeseknek a teljes értékű táplálkozást javasolta. Nézete szerint a betegségek túlnyomó többsége a természetellenes életmód és a civilizációs táplálkozás következménye.
Szanatóriumába a világ minden részéről érkeztek betegek. Thomas Mann, aki nem igazán rajongott a helyért és egészségi börtönnek nevezte azt, az itt eltöltött idő ihlette A varázshegy című regénye megírására.
1923-ban alapította a Der Wendepunkt – im Leben un im Leiden (Fordulópont – az életben és a szenvedésben) című havilapot.
1939-ben halt meg szívinfarktusban. Halála után a szanatóriumát fia, Ralph (1899-1990) vezette tovább, akitől szintén jelent meg magyarul könyv, Szigorúan bizalmas címmel, amely válogatás a Wendepunkt folyóirat írásaiból. A szanatórium 1994-ig működött.

## Művei
- Grundzüge der Ernährungstherapie auf Grund der Energiespannung der Nahrung, Berlin, 1903
- Die Grundlagen unserer Ernährung, Berlin, 1921
- Diätetische Heilbehandlung: Erfahrungen und Perspektiven, Stuttgart, 1935
- Vom Wesen und der Organisation der Nahrungsenergie, Stuttgart, 1936
- Vom Werden des neuen Arztes: Erkenntnisse und Bekenntnisse, Dresden, 1938

### Magyarul
- M. Bircher-Benner–Max Edwin Bircher: Gyümölcsételek és nyersfőzelékek. A táplálkozás mint természetes gyógytényező; Madách, Bp., 1934
- Forradalom a táplálkozásban. Az ember új, teljesértékű táplálkozása; Klein S. Ny., Bp., 1935
- B. Brupbacher-Bircher: Korszerű vegetárius szakácskönyv; előszó M. Bircher-Benner, ford. Kerekesné Hatvany Mária; Novák Rudolf, Bp., 1941
- M. Bircher-Benner–Edwin Max Bircher: Gyümölcsételek és nyersfőzelékek. A táplálkozás mint természetes gyógytényező; 2. jav. és bőv. kiad.; Novák, Bp., 1941
- Az egészség könyve. Gyümölcsételek és nyersfőzelékek. A táplálkozás mint természetes gyógytényező; Belső Egész-ség, Onga, 2010

## Fordítás
- Ez a szócikk részben vagy egészben  a   Maximilian Oskar Bircher-Benner című német Wikipédia-szócikk fordításán alapul.  Az eredeti cikk szerkesztőit annak laptörténete sorolja fel. Ez a jelzés csupán a megfogalmazás eredetét és a szerzői jogokat jelzi, nem szolgál a cikkben szereplő információk forrásmegjelöléseként.